# Neossos nidicola
Neossos nidicola är en tvåvingeart som först beskrevs av Frey 1930. Enligt Catalogue of Life ingår Neossos nidicola i släktet Neossos och familjen myllflugor, men enligt Dyntaxa är tillhörigheten istället släktet Neossos och familjen Chiropteromyzidae. Arten har ej påträffats i Sverige. Inga underarter finns listade i Catalogue of Life.